# Citromsármány
A citromsármány (Emberiza citrinella) a madarak (Aves) osztályának verébalakúak (Passeriformes) rendjébe, ezen belül a sármányfélék (Emberizidae) családjába tartozó faj.

## Rendszerezése
A fajt Carl von Linné svéd természettudós írta le 1758-ban.

## Alfajai
- Emberiza citrinella caliginosa Clancey, 1940
- Emberiza citrinella citrinella Linnaeus, 1758
- Emberiza citrinella erythrogenys C. L. Brehm, 1855[2]

## Előfordulása
Az északi féltekén egy sávban, Észak-Amerikán át Norvégiától, Írországtól és Portugáliától a volt Szovjetunió távol-keleti részéig és Észak-Kínáig honos.
1862-ben honosították meg Új-Zélandon, ahol nagyon jól elszaporodott. A szigetországban ma erősebb populációi élnek, mint sok eurázsiai országban.
Természetes élőhelyei a mérsékelt övi erdők, gyepek és cserjések.

### Kárpát-medencei előfordulása
Magyarországon rendszeres fészkelő, állandó, nem vonul, de télen kóborolhat. Az északi egyedek délebbre húzódnak, így télen megnő az állományuk.

## Megjelenése
Testhossza 16-17 centiméter, szárnyfesztávolsága 23-30 centiméter, testtömege 25-36 gramm. A hím feje és testének alsó része rikító sárga, sárgásbarna felső részén hosszanti irányban sötétbarna sávok láthatók. Fartöve és háta fahéj-barna. A tojó tollazata kevésbé feltűnő és nem olyan élénk sárga, mint a hímé; feje és torka erőteljesebben sávozott. Repülés közben láthatóvá válik farka fehér széle. Csőre rövid, erős és kúp alakú, alsó kávája kékesszürke színű, kiválóan alkalmas a magok kemény burkának feltörésére és a bogyók összelapítására.
|  |  |

## Életmódja
A citromsármány mezők, rétek, parlagok, sövénnyel szegett dűlőutak, erdőültetvények és erdők szélének lakója. Kedveli a folyókat kísérő ligeterdőket, erdei tisztásokat, ritkás erdőket, bokros, fás legelőket. Télen lakott területekre is behúzódik. Földön járó madár, faágakon még képes üldögélni, ágról ágra ugrálni azonban már nem tud. A költési időszakban párosan, télen csapatban él. Tápláléka elsősorban magok, zöld növényi részek, bogyók és rovarok. A madár 12 évig élhet.

## Szaporodása
A hímek már februárban énekelni kezdenek. A költési időszak április–július között van. Párosodás előtt mindkét madár fűszálakat vesz a csőrébe, majd leejti azokat. Ezzel kölcsönösen biztosítják egymást szándékukról: „Rakjunk közösen fészket!”. Ezt végül is csak a tojó építi meg, füvek közé, a talajra vagy alacsonyan egy sűrű bokorba. Évente kétszer is költ. A fészekalj 3-4 vöröses fehér, finom márványcsíkozású tojásból áll. Ezeken inkább a tojó, ritkábban a hím 12-14 napig kotlik. A fiatal madarak 12-13 nap után repülnek ki. Az ivarérettséget egyéves korban éri el.
|  |

## Természetvédelmi helyzete
Az elterjedési területe rendkívül nagy, egyedszáma nagy és ugyan csökken, de még nem éri el a kritikus szintet. A Természetvédelmi Világszövetség Vörös listáján nem fenyegetett fajként szerepel.  Magyarországon védett, természetvédelmi értéke 25 000 Ft. Egyedszáma mérsékelten növekszik.